# Almindelig Hospital

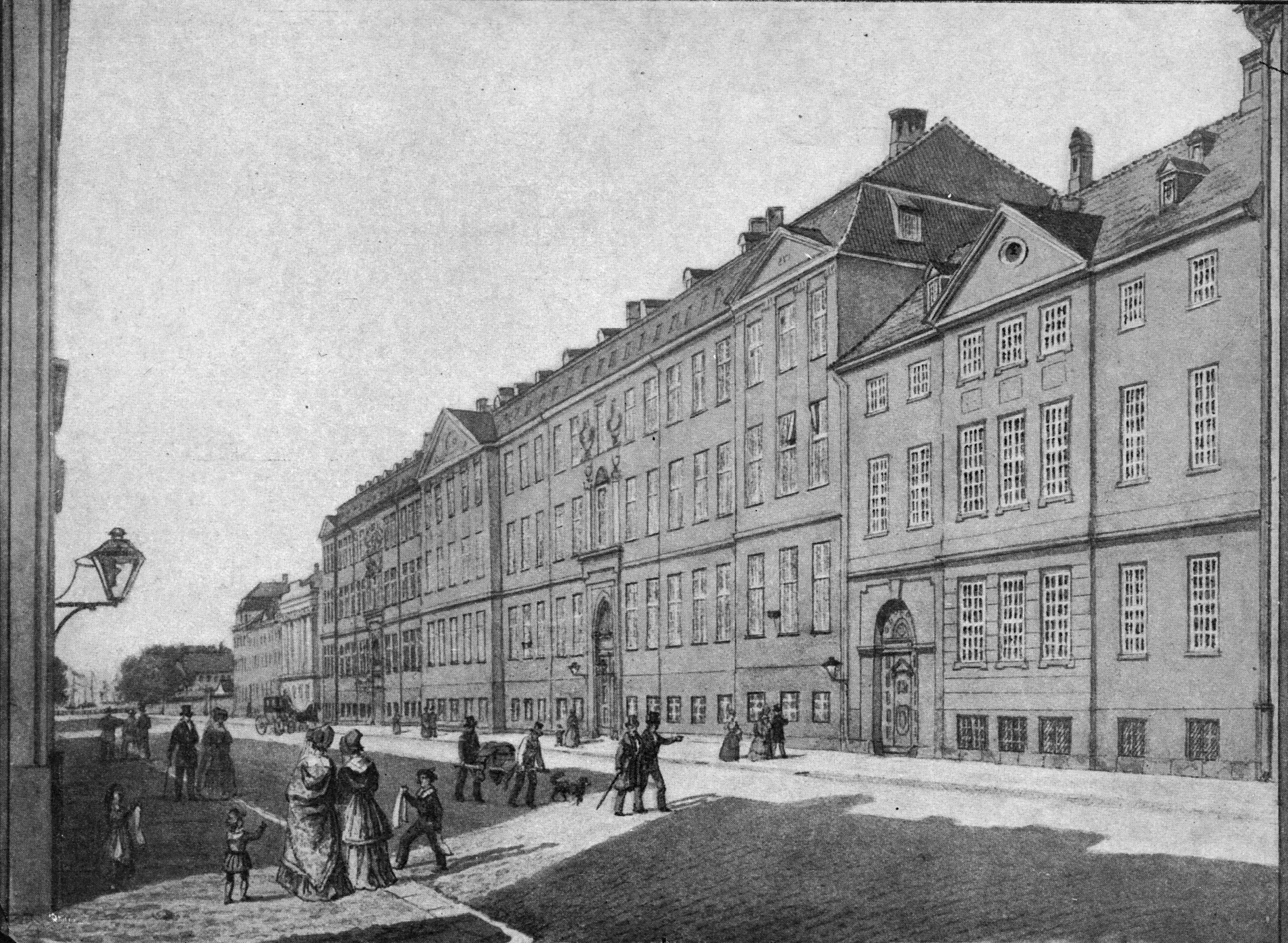
Almindelig Hospital (1848).

Almindelig Hospital var ett 1768 invigt sjukhus i Köpenhamn. Efter flera flyttningar nedlades sjukhuset slutligen 1978.
Almindelig Hospital låg ursprungligen i Amaliegade och inrättades för att avlösa Brøndstrædes Hospital (Sjæleboderne) och Silkehuset, som båda var obrukbara. Byggnaden stod klar 1768 och hade kostat totalt 87 000 riksdaler. Senare utbyggdes sjukhuset genom köp av angränsande egendomar, och det omfattade efterhand en sjukavdelning, ett fattighus och en avdelning för könssjukdomar. Det stora sjukhuset fick, under ledning av en rad utmärka överläkare, stor betydelse vid sidan av Frederiks Hospital. 
Under den stora koleraepidemin i Köpenhamn rasade sjukdomen med kraft på Almindelig Hospital, vilket föranledde uppförandet av Kommunehospitalet, som togs i bruk 1863, och Almindelig Hospitals sjukavdelning inskränktes därefter till att endast uppta dels sjuka från fattighuset, dels kroniskt sjuka, som inte behandlas på Kommunehospitalet. Avdelningen för könssjukdomar blev uteslutande för prostituerade, men dessa flyttades 1886 till Vestre Hospital (senare Rudolph Berghs Hospital). Redan 1885 hade man emellertid tagit Sankt Johannes stiftelse i bruk, varvid Almindelig Hospital till stor del avlastades beträffande fattighjon, och slutligen övergavs 1892 de gamla byggnaderna helt, då Almindelig Hospital flyttades till ett stort byggnadskomplex på Nørre Allé, som nyligen uppförts som arbetsanstalt som ersättning för Ladegården. År 1919 flyttade hospitalet vidare till Sankt Johannes stiftelses byggnader i Ryesgade, där institutionen 1941 fick namnet Nørre Hospital og Københavns Plejehjem, men var fortfarande främst avsett för medellösa patienter. Nørre Hospital nedlades slutligen 1978.